# 曹广化
曹广化（1905年1月13日—2004年4月21日），又名廷民、赵屏东，安徽省寿县人，中国人民解放军将领、中国人民解放军开国少将。

## 生平
1925年入黄埔军校第四期学习。1926年加入中国共产党。1932年，参加红军，任中共寿县县委书记、红四方面军总司令部机要科科长。曾参加长征。抗日战争时期，任军委军工部政治处主任、八路军第一二九师三八五旅警备四团政委。第二次国共内战时期，任东北民主联军第四纵队十师政治部主任、东北野战军后勤部运输部政委。
中华人民共和国成立后，任中南军政大学第一分校政委，中国人民解放军总政治部干部部副部长、防化兵部政委、军事检察院检察长、中共中央军委纪委副书记。1955年被授予少将军衔。为第五届全国政协常委、中纪委委员。1955年，授予中国人民解放军少将。1965年，担任中国人民解放军军事法院院长；文革结束后，继续担任职位。
曾荣获二级八一勋章、二级独立自由勋章、一级解放勋章和一级红星功勋荣誉章。